# Mojżesz (poemat Jerzego Żuławskiego)
Mojżesz – poemat młodopolskiego poety Jerzego Żuławskiego. Utwór jest napisany trzynastozgłoskowcem. Poemat jest oparty na przekazie biblijnym. Jego bohaterem jest izraelski prawodawca Mojżesz.
Południe. Cisza. Niebo z wszystkich chmur odarte,
ciemno-błękitne, ogniem ziejące na ziemię —
na widnokręgu ciężko jak kopuła wsparte,
a powietrze pod niebem przycichło i drzemie...
Żaden powiew nie świeży południowych żarów,
żadne drzewo nie kradnie cieniem słońca blasku:
pustynia....